# Bojangles'
Bojangles', eg. Bojangles' Famous Chicken 'n Biscuits är en amerikansk snabbmatskedja med huvudkontor i Charlotte, North Carolina, och fokus på kyckling. Restaurangkedjan har fått sitt namn efter Bill "Bojangles" Robinson.